# 2016年上海
|        | 上海历史 |
| 世紀： | 20世紀上海 \| 21世紀上海 \| 22世紀上海                                                                                     |
| 年代： | 1980年代上海 \| 1990年代上海 \| 2000年代上海 \| 2010年代上海 \| 2020年代上海 \| 2030年代上海 \| 2040年代上海               |
| 年份： | 2012年上海 \| 2013年上海 \| 2014年上海 \| 2015年上海 \| 2016年上海 \| 2017年上海 \| 2018年上海 \| 2019年上海 \| 2020年上海 |
| 紀年： | 丙申年（猴年）、上海开埠173周年、上海设市89周年                                                                            |

## 主要官员

### 党委
- 市委书记：韩正

### 人大
- 人大常委会主任：殷一璀

### 政府
- 市长：杨雄

### 法院
- 院长：崔亚东

### 检察院
- 检察长：陈旭[註 1]→张本才

### （党）纪委
- 书记：侯凯→廖国勋

### 政协
- 主席：吴志明

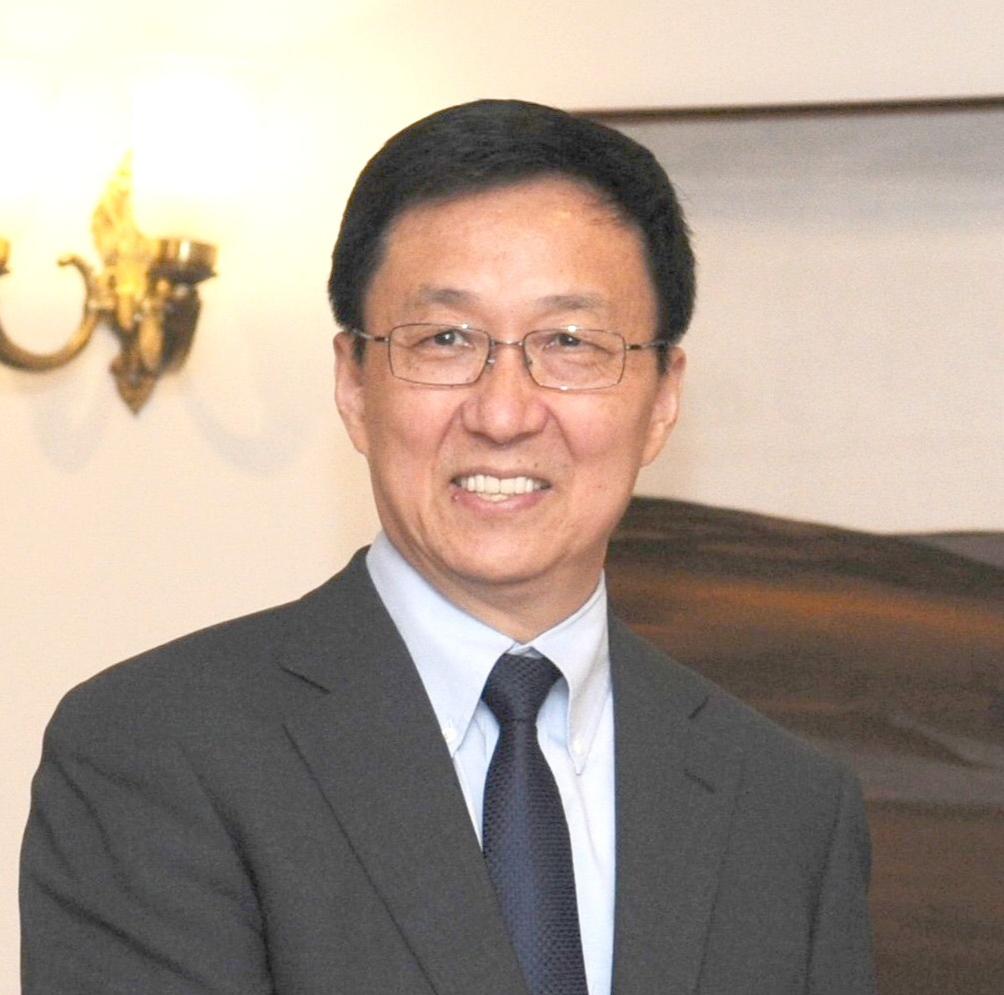
市委书记韩正
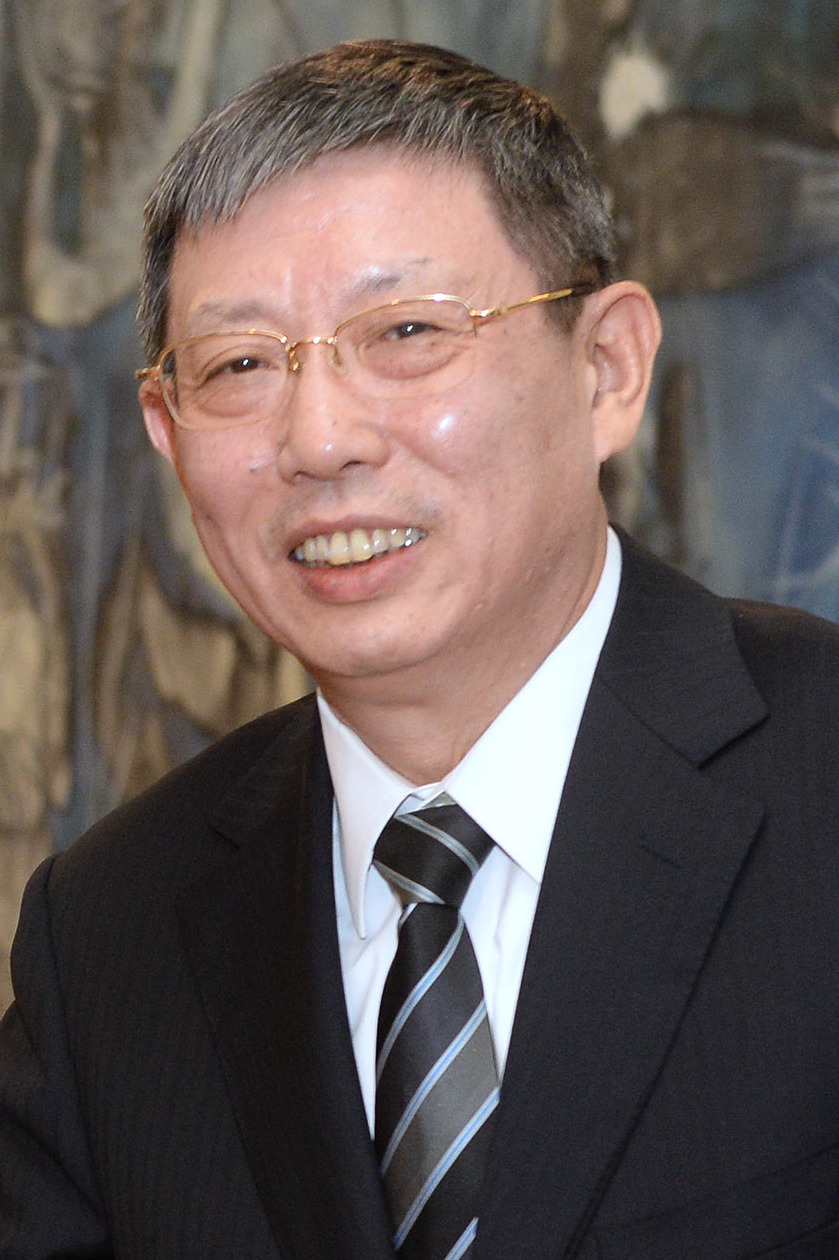
市长杨雄
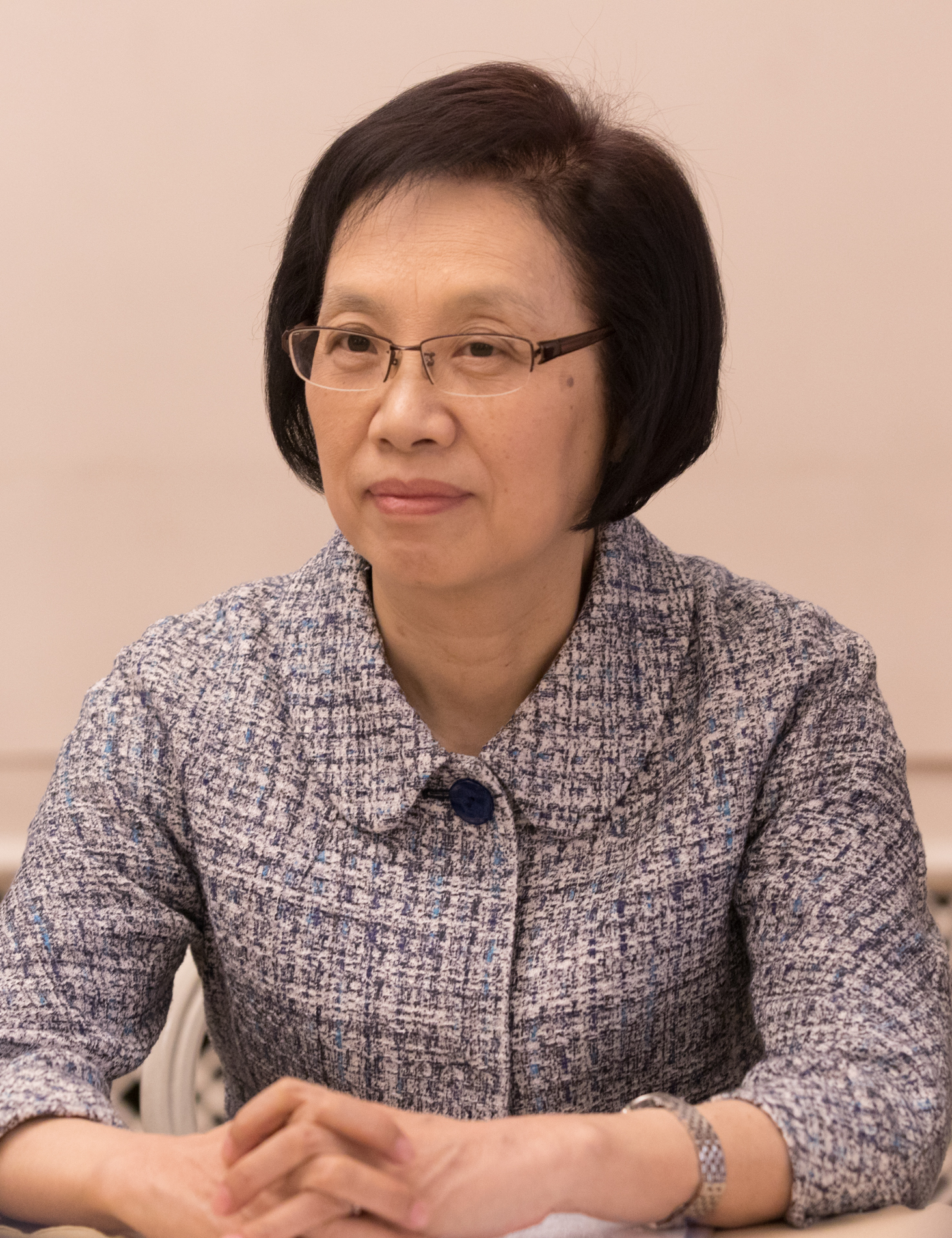
市人民代表大会常委会主任殷一璀

## 大事记
1月1日——新修订的《上海市烟花爆竹安全管理条例》起施行，明确“禁止在外环线以内区域燃放烟花爆竹”。
4月，摩拜单车在上海投放第一批共享单车。
6月6日——国务院批复同意撤销崇明县，设立上海市崇明区。实际于2017年1月13日正式挂牌成立。
6月12日——上海市浦东国际机场T2航站楼爆燃案。
6月16日——位于上海川沙新镇的上海迪士尼乐园正式开幕。
11月4日——2017年6月22日上海海关对外通报，上海洋山海关在货运渠道查获一起集装箱“太平洋马鲛鱼冻品”藏毒走私案，缴获1.1吨高纯度毒品可卡因，估算折合10亿元人民币，该集装箱货物为国际中转货物，集装箱从南美装船出港，经上海洋山港中转至柬埔寨。